# Dodona chrysapha
Dodona chrysapha is een vlindersoort uit de familie van de prachtvlinders (Riodinidae), onderfamilie Nemeobiinae.
Dodona chrysapha werd in 1910 beschreven door Fruhstorfer.